# كأس إيطاليا 1996–97
كأس إيطاليا 1996–97 (بالإيطالية: Coppa Italia 1996-1997)‏ هو الموسم 50 من كأس إيطاليا. أشرف على تنظيمه اتحاد إيطاليا لكرة القدم، وكان عدد الأندية المشاركة فيه 48، وفاز فيه نادي فيتشينزا.